# Hugo Conte
Hugo Néstor Conte (ur. 14 kwietnia 1963 w Buenos Aires) – argentyński siatkarz i reprezentant kraju, a obecnie trener siatkarski. Występował na pozycji przyjmującego.
Jego synem jest Facundo również argentyński siatkarz.
W ciągu całej swojej kariery siatkarskiej reprezentował wiele klubów z Serie A1 m.in. Pallavolo Parma, Pallavolo Modena, Piemonte Volley.
W 1982 zdobył brązowy medal na Mistrzostwach Świata w Argentynie. Jego największym sukcesem reprezentacyjnym jest brązowy medal olimpijski wywalczony w 1988 w Seulu. Karierę zawodniczą zakończył w 2007.
W 2011 został uhonorowany członkostwem w Volleyball Hall of Fame.